# 外山ひとみ
外山 ひとみ（とやま ひとみ、1958年9月1日 - 2014年6月1日 ）は、日本の女性写真家、ジャーナリスト。
静岡県富士市出身。1979年、写真集『家』によりフリーランスのカメラマンとしてデビュー。1998年、『MISS・ダンディ』（男として生きる女性たち）で、ドキュメンタリー写真大賞・人物ルポ部門賞を受賞した。全国の刑務所を訪問し、刑務所・受刑者・刑務官について取材した功績に対し2010年、法務省から感謝状を受けた。

## 略歴
1977年、静岡県立吉原高等学校卒業。高校2年、写真クラブに入って写真を撮り始めた。富士山九合目から写した「富士のご来光」（カラー）が富士市教育委員会主催の市展・写真・高校の部で市長賞を受賞した。これをきっかけに全日本写真連盟の富士支部に入会して写真の勉強をはじめた。高校3年となった翌年も「少林寺拳法ー投げる」（モノクロ）が市長賞を受賞した。1979年、東京写真短期大学（現・東京工芸大学）卒業。同年、20歳のとき写真集『家』を出版し、フリーランスとして活動を開始した。 1985年、揺れ動く10代の少女たちのドキュメンタリー作品集、『1と0の世界』を発表した。1989年、ライフワークとなる「刑務所」の取材をスタートした。
1994年、南北ベトナム1万キロメートルをホンダ・カブで縦断し、1995年に写真展『ヴェトナム・ドリーム』を開催した（コニカプラザ、東京）。1996年、「1と0の世界」に続く作品として『14年後のツッパリ娘』を週刊文春の巻頭12ページに掲載した。1997年、ベトナム初の本格的写真展『ヴェトナム颱風』を日本と同時開催した。2004年、ベトナム人民委員会の招待により、ホーチミン市・統一会堂における初の写真展『ベトナムー日本フェスティバル2004』を開催した。2005年、再び南北ベトナム6500キロメートルを35日間かけて走破し、週刊文春（4/28号）に「ベトナム戦争終結30周年特別企画”変わるもの、変わらないもの”」を発表した。2008年、FRIDAY（講談社）に短期集中フォトルポとして5回『ニッポンの刑務所を歩く』を掲載した。2008年、『Women of Vietnam』（4×3メートル、26ページ、200キログラム）が世界最大の写真集としてギネス世界記録に認定された。2009年、同作品がAsian Art Biennialの招待を受け、国立台湾美術館に長期展示された。
全国の刑事施設（刑務所、少年院、拘置所）の約半数にあたる、40か所を訪問した。それをもとに2010年、『ニッポンの刑務所』（講談社現代新書）を刊行した。【外山ひとみ写真展 『PRISON』100年～時を刻む奈良少年刑務所】（キヤノンギャラリー全国巡回展）を7都市で開催した。法務省に依頼されて【外山ひとみ写真展『ニッポンの刑務作業』】を開催し、全国21か所の刑務所で作業をする受刑者に関する作品を展示した。川越少年刑務所の篤志面接委員をつとめた。2013年、「塀の中」の写真を集めた日本初の写真集『All Color ニッポンの刑務所30』（光文社）を出版し、「刑務所は社会の縮図。塀の中を通じて日本が見える。どうすれば犯罪を減らせるか考えてもらうきっかけになれば」と語った。
2013年8月、急性骨髄性白血病と診断され闘病していたが10ヶ月後の2014年6月1日午後8時27分、肺炎のため東京女子医大病院で死去。56歳没。

## 書籍・写真集
- 『家』（1979年、長征社）
- 『1と0の世界』（1985年）
- 『ヴェトナム颱風』（1997年、新潮社）ISBN 4104331023
- 『MISS・ダンディ～男として生きる女性たち』（1998年、新潮社）ISBN 4104331015
- 『ニッポンの刑務所』（2010年、講談社現代新書）ISBN 4062880423
- 『平成の舞姫たち』（2010年、モーターマガジン社）ISBN 4862792243
- 『All Color ニッポンの刑務所30』（2013年、光文社）ISBN 4334977391
- 『女子刑務所 知られざる世界』（2013年、中央公論社）ISBN 4120044548